# Albany (Minnesota)
Albany é uma cidade localizada no estado americano de Minnesota, no Condado de Stearns.

## Demografia
Segundo o censo americano de 2000, a sua população era de 1796 habitantes.
Em 2006, foi estimada uma população de 2038, um aumento de 242 (13.5%).

## Geografia
De acordo com o United States Census Bureau tem uma área de
3,9 km², dos quais 3,6 km² cobertos por terra e 0,3 km² cobertos por água. Albany localiza-se a aproximadamente 367 m acima do nível do mar.

## Localidades na vizinhança
O diagrama seguinte representa as localidades num raio de 16 km ao redor de Albany.